# 정릉 (명)
정릉(定陵)은 명나라 제13대 황제인 만력제와 효단현황후, 효정태후의 능이다. 중화인민공화국 베이징시 창핑구에 위치하고 있으며 명십삼릉의 하나다.

## 역사
1584년(만력 12년) 11월에 공사를 시작하여 1590년(만력 18년) 6월에 완성했다. 공사 비용은 800만 냥이었으며 만력제가 안장되기까지 30년 동안 방치되었다.
1620년(만력 48년) 7월 21일 만력제가 붕어하자 10월에 정릉에 안장했다. 또한 동년 4월에 효단현황후가 병사하자 역시 10월에 함께 안장되었다. 태창제의 사친인 효정태후는 1611년(만력39년) 9월에 병사했다. 태창제가 즉위한 뒤에 황태후로 추존되고 정릉에 이장했다.

## 발굴
중화인민공화국 정부가 들어선 뒤인 1955년 10월 4일 우한 베이징시 부시장이 영락제의 장릉 발굴을 제안했다. 하지만 문화부 문화재국장과 중국과학원 고고학연구소 부소장이 아직 장릉을 발굴할 기술을 갖추지 못했다고 반대했다. 이 문제는 마오쩌둥에게까지 보고가 올라갔고 결국 장릉을 대신하여 다른 황릉을 발굴하여 경험을 쌓은 뒤 장릉을 발굴하기로 했다. 이에 헌릉, 영릉 등이 후보에 올랐으나 참고 가치가 크지 않다고 반대했고 사릉은 너무 작다는 이유로 반대하여 돌고 돌아 정릉 발굴이 결정되었다. 《정릉 지하 현궁 동개기》(定陵地下玄宫洞开记)에 따르면 정릉으로 결정된 이유는 명십삼릉 중에서 비교적 늦게 만들어져 유물이 온전히 보존되어 있을 가능성이 높으며 능의 주인인 만력제가 48년 동안 황제를 지냈으니 참고할 사료가 많을 것으로 예상했기 때문이었다.
정릉은 명십삼릉 중 유일하게 발굴된 황릉이다. 중화인민공화국 국무원의 승인을 거쳐 1957년 9월 19일 정릉의 문을 열었다. 내부에는 전실, 중실, 후실, 좌배실, 우배실로 구성되어 있었으며 출토된 유물은 3,000점이 넘었다. 발굴은 1959년 9월까지 이루어졌다.
하지만 부족한 기술력 때문에 많은 유물이 보존되지 못하는 등 실책도 있었다. 이에 문화재국에서는 황릉 발굴을 중단할 것을 국무원에 요청했고 저우언라이 국무원 총리가 이를 승인했다. 정릉 발굴은 결국 중국 고고학사의 큰 비극으로 남았고 이후 황릉 발굴은 두 번 다시 이루어지지 않았다.
문화대혁명이 발발하고 다른 봉건적 유물과 함께 정릉도 훼손되었다. 만력제를 비롯한 몇 명의 시신이 홍위병에 의해 소각되었고 그 외에 정릉의 많은 유물이 소실되었다.
2012년에는 3,000만 위안을 들여 2,435m2의 박물관을 지었으며 이후 정릉의 유물 3,000여 점은 2014년에 이곳으로 옮겨졌다.

## 갤러리

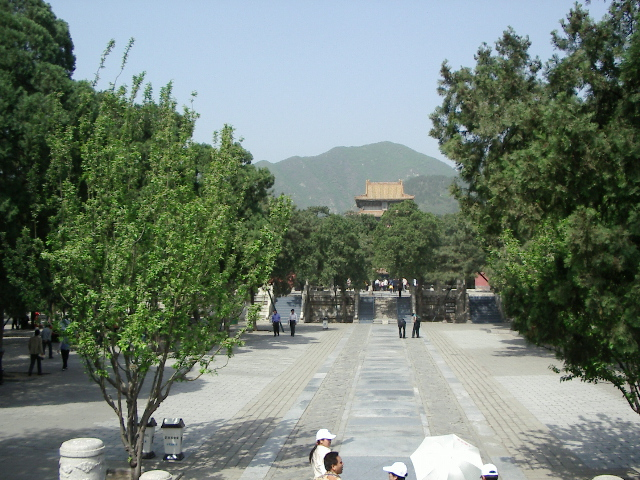
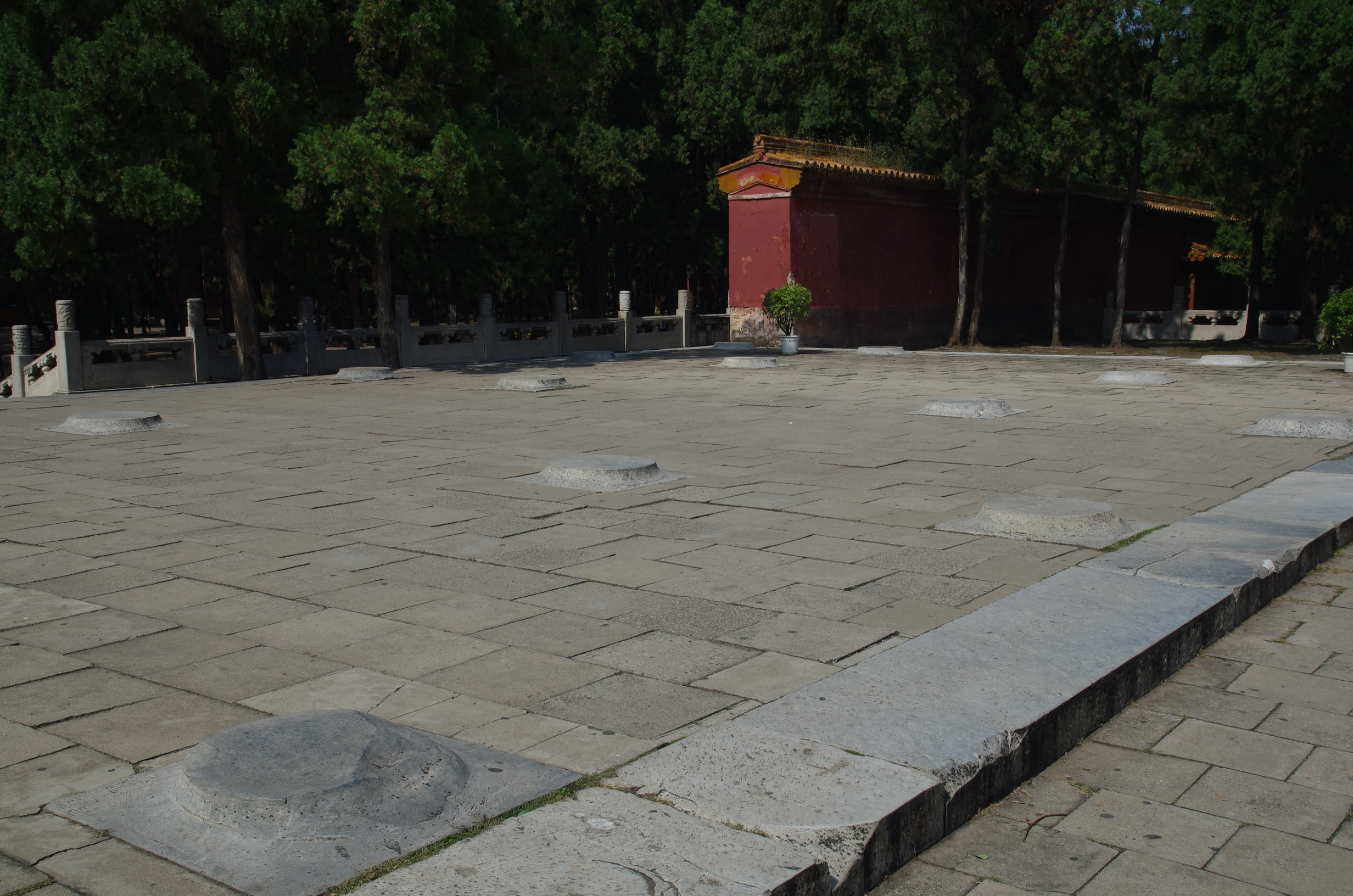
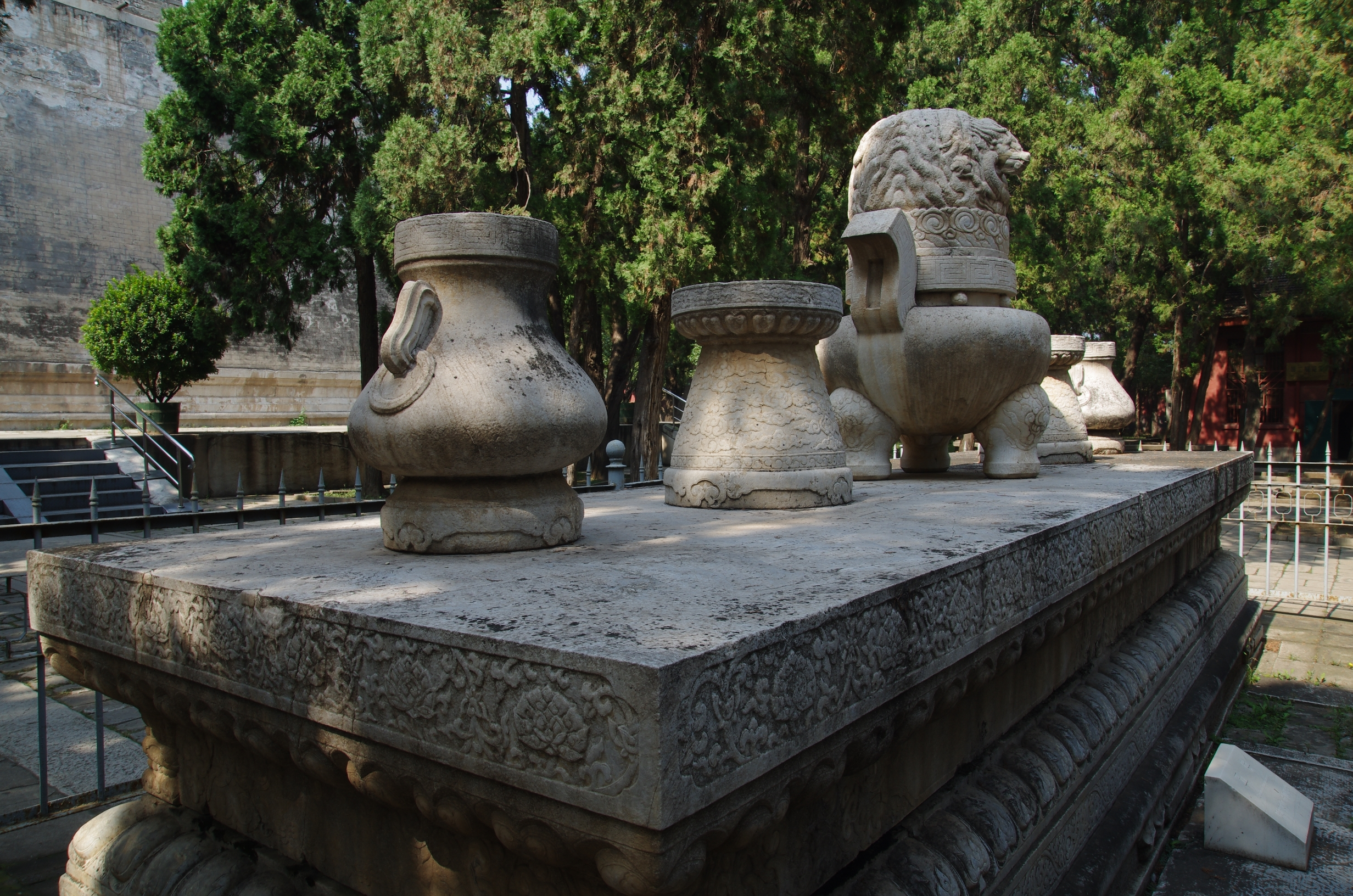
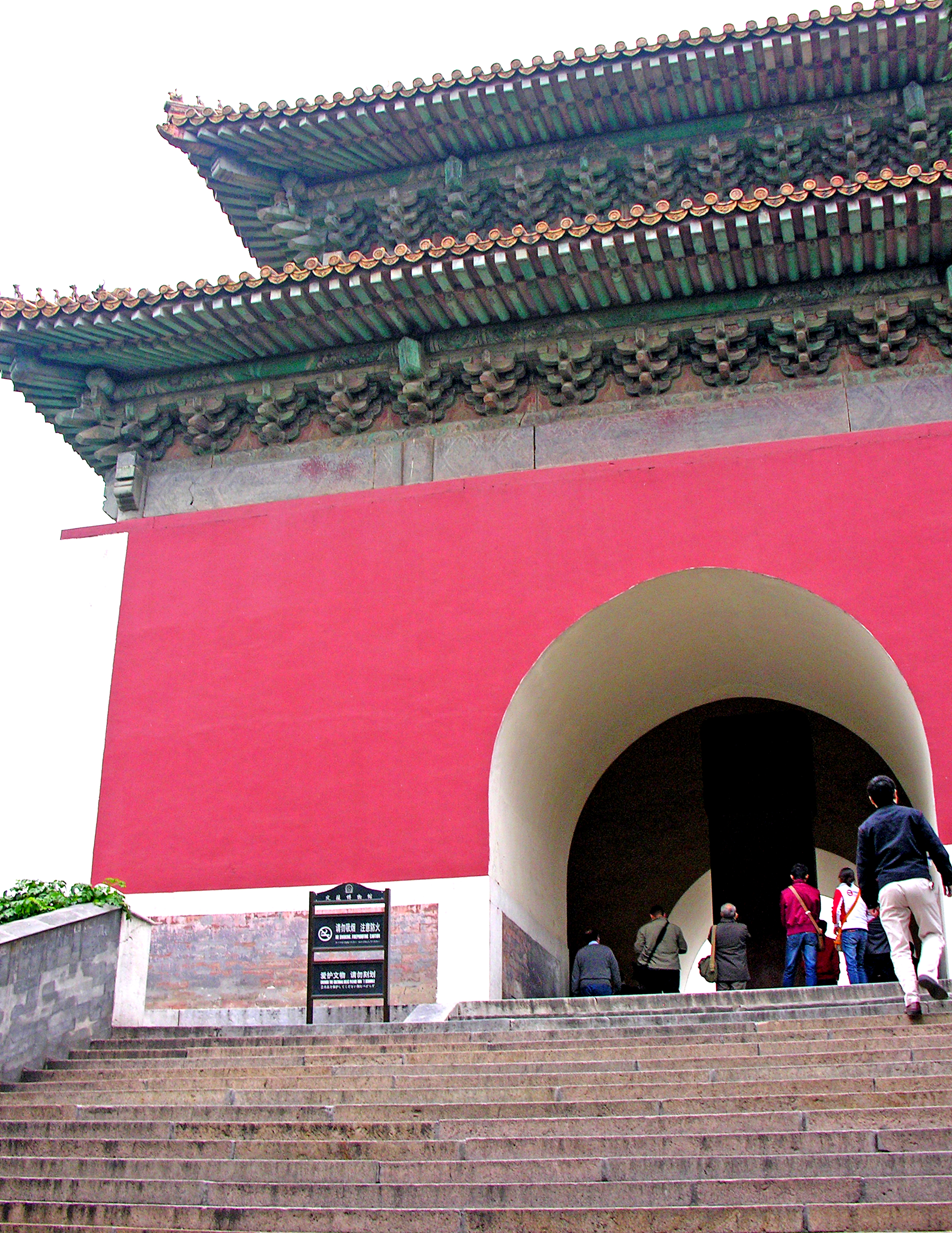
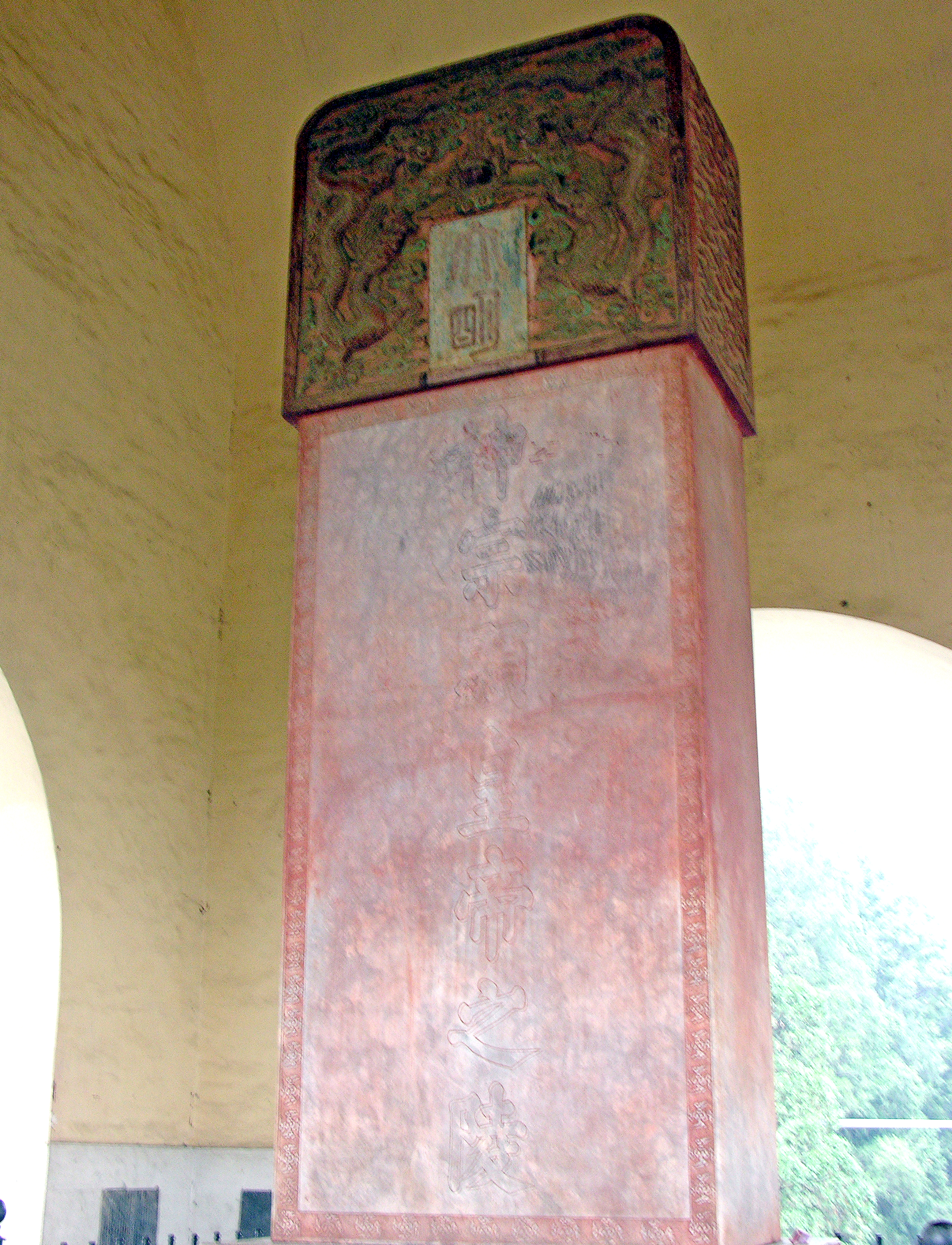
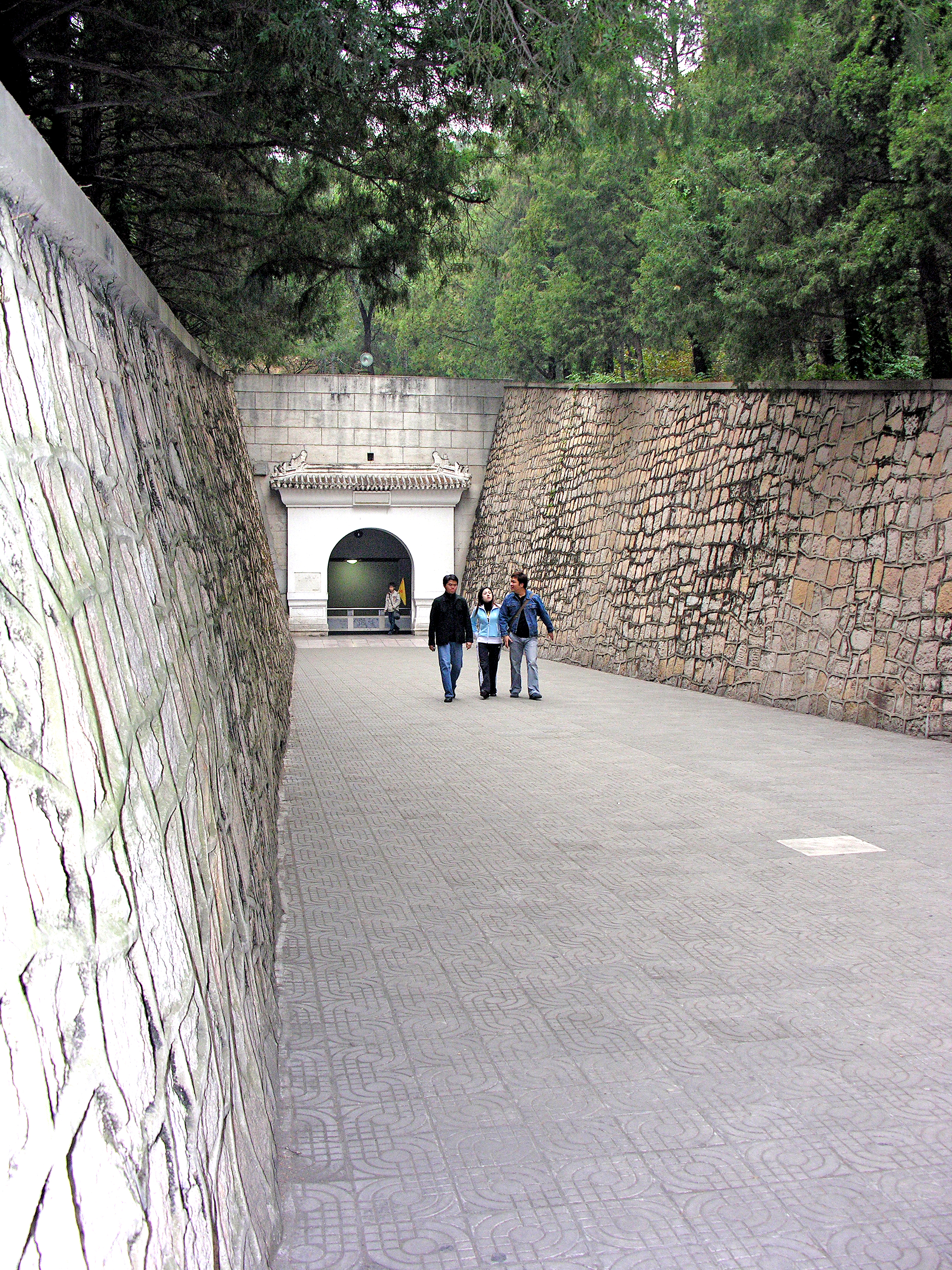
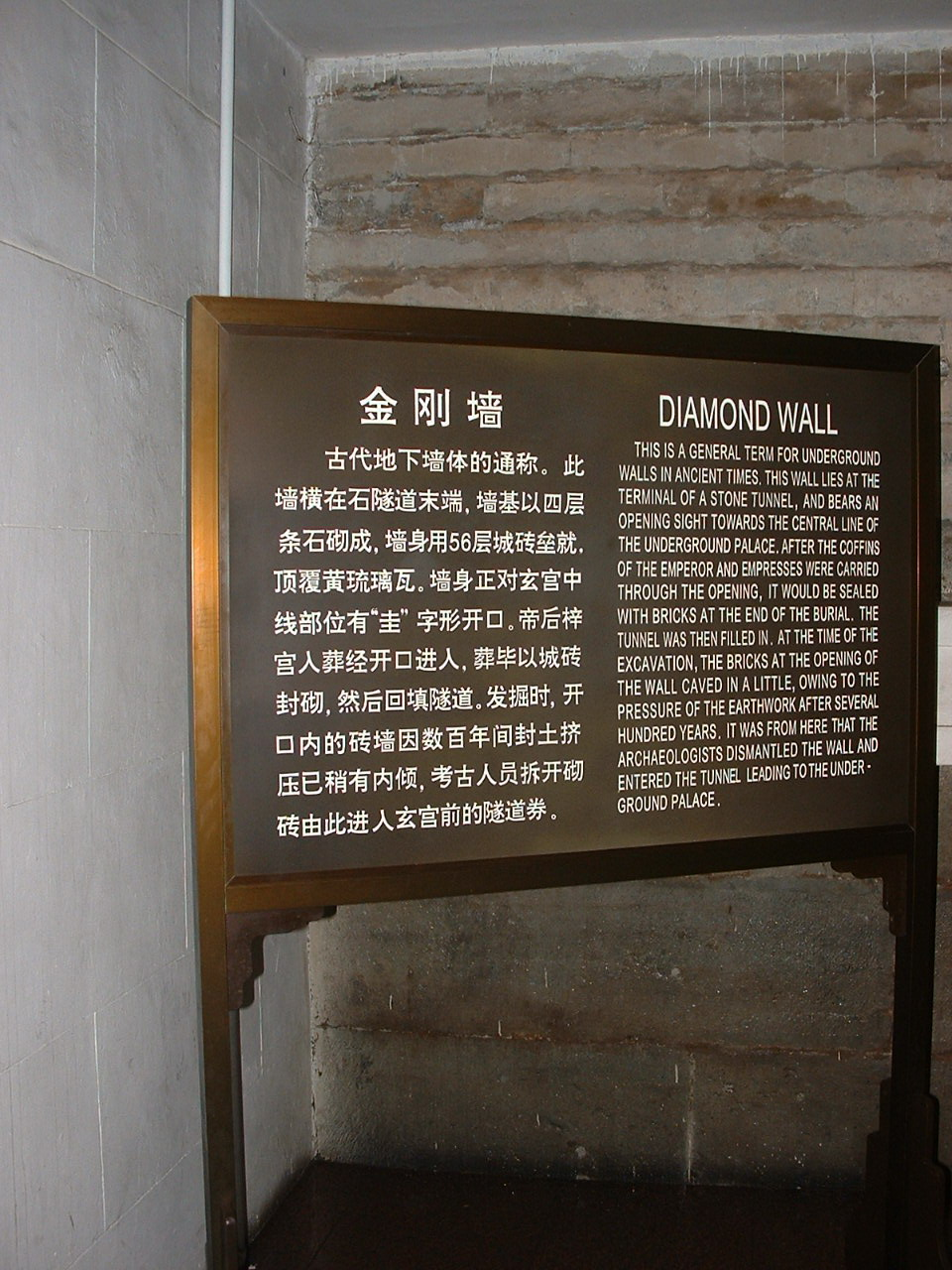
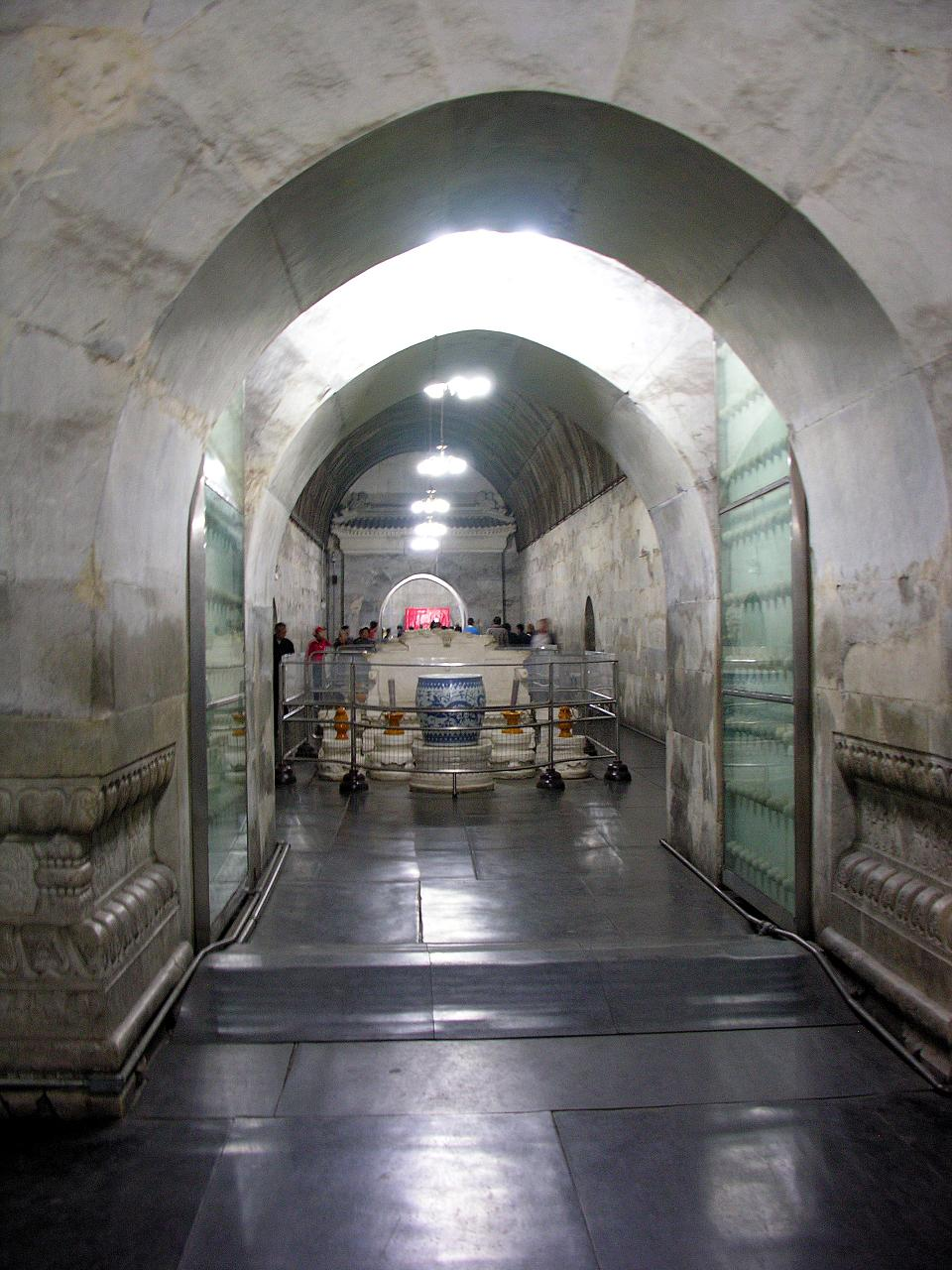
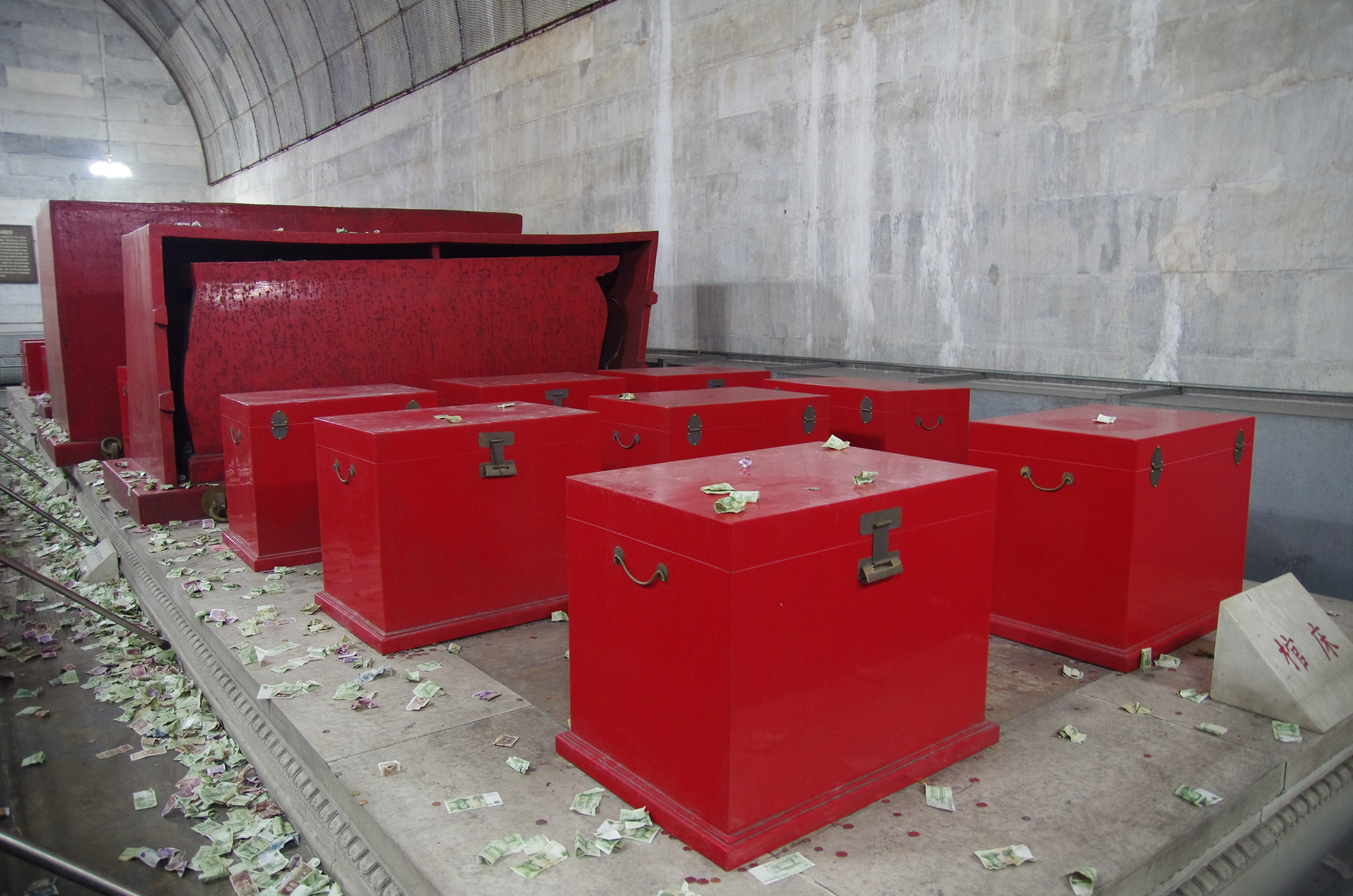
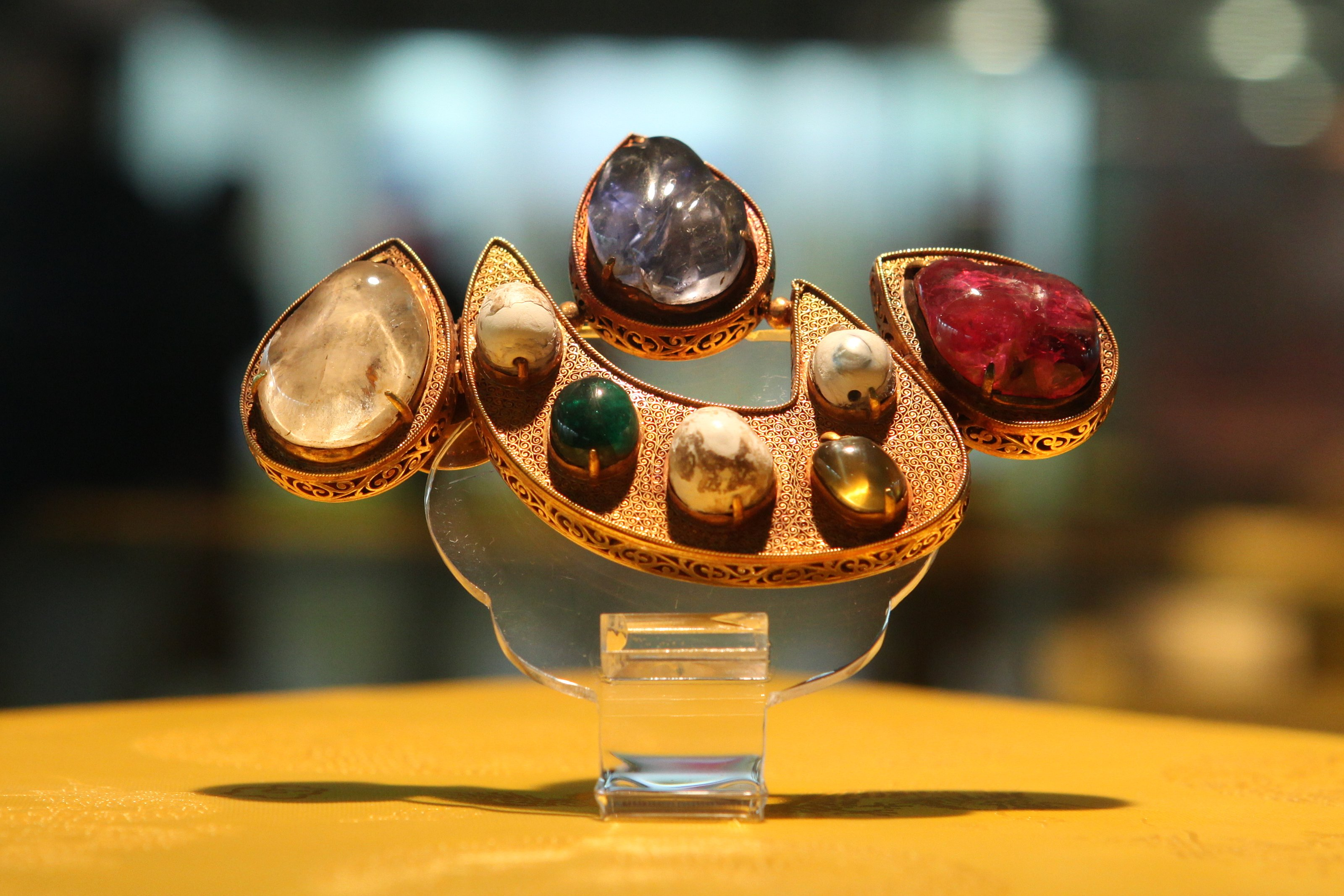
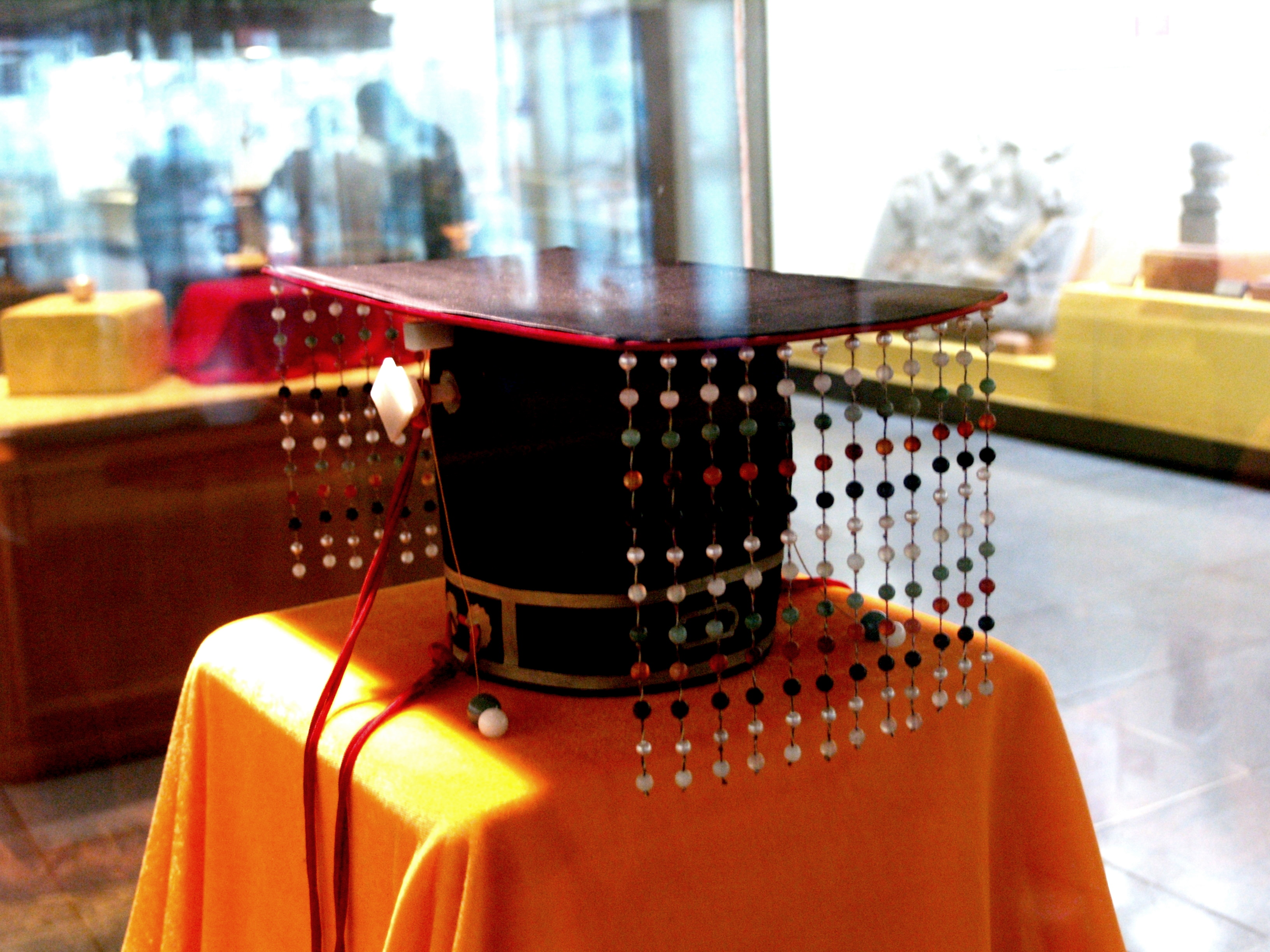
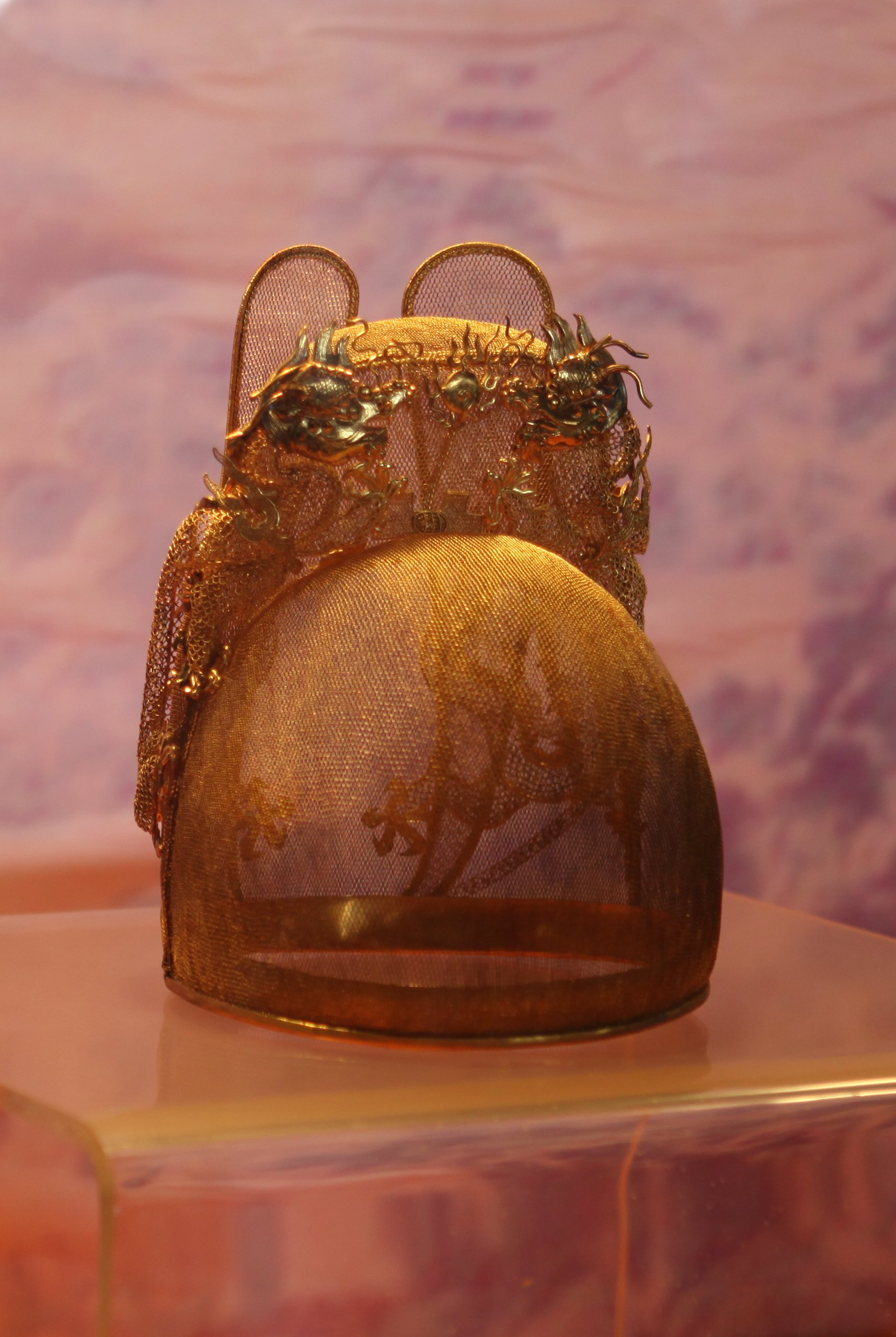
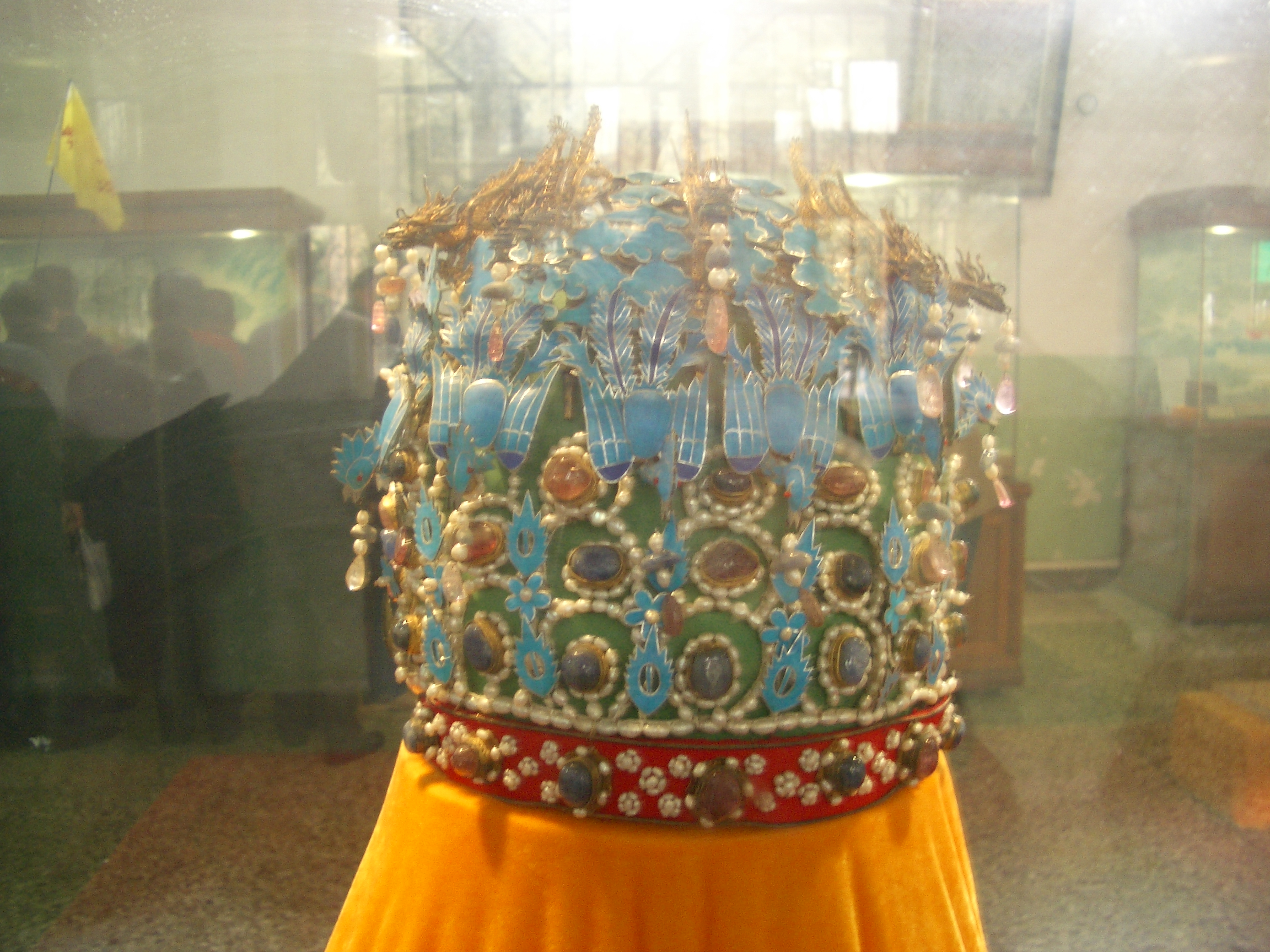
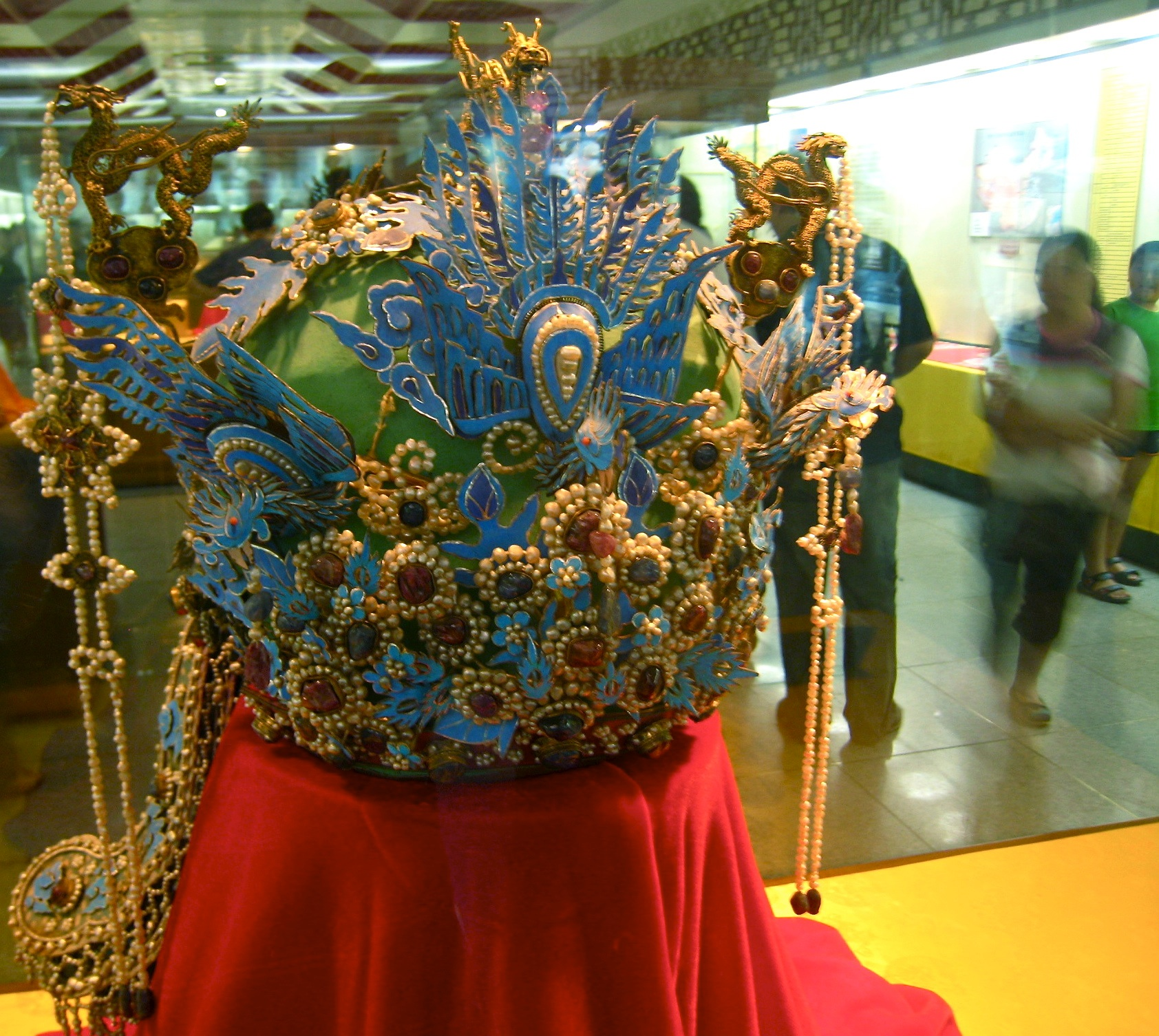
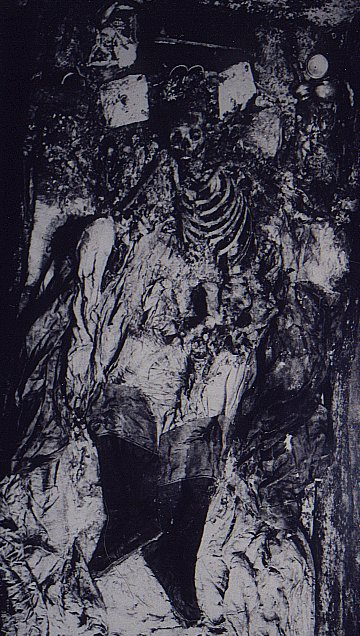

## 같이 보기
- 효릉 (명)
- 경태릉
- 명십삼릉